# Лиакат Али Хан
Лиакат Али Хан (на английски: Liaquat Ali Khan) е пакистански политик, станал първия министър-председател на Пакистан (1947 – 1951).

## Биография
Роден в Карнал (сега в Индия), завършва Оксфордския университет като юрист през 1921 г.
През 1923 г. се записва в Мюсюлманската лига, а от 1946 г. е неин председател. Става депутат през 1940 г. Министър на финансите на Индия (29 октомври 1946 – 14 август 1947).
След образуването на доминион Пакистан през 1947 г. е избран за първи министър-председател на държавата. Още в първите години на новата държава води война с Индия (1947 – 1949) за спорни райони. Същевременно води и сложни преговори за запазване на пограничните с Афганистан райони, населени с пущуни, които искали независимост.
На 16 октомври 1951 г. е застрелян с 2 изстрела в гърдите в парк в Равалпинди, докато произнася реч на митинг. Стрелецът се оказва афганистанският фанатик Саад Акбар, който е застрелян на място от охраната на премиера.